# Henry Carr
Henry  Carr, ameriški atlet, * 27. november 1942, Detroit, Michigan, Združene države Amerike, † 29. maj 2015, Griffin, Georgia, ZDA.
Carr je nastopil na Poletnih olimpijskih igrah 1964 v Tokiu, kjer je osvojil naslova olimpijskega prvaka v teku na 200 m in štafeti 4x400 m. Dvakrat je postavil nov svetovni rekord v teku na 200 m, 23. marca 1963 s časom 20,3 s in 4. aprila 1964 s časom 20,2 s. Rekord je veljal do junija 1968, ko ga je za dve desetinki sekunde izboljšal Tommie Smith.